# Firefall (band)
Firefall is een Amerikaanse countryrockband die in 1974 werd geformeerd in Boulder door Rick Roberts, die bij The Flying Burrito Brothers had gespeeld, en Jock Bartley, die Tommy Bolins verving bij Zephyr. De grootste hit You Are the Woman piekte op nummer 9 in de Billboard-hitlijsten in 1976. Andere hits waren Just Remember I Love You (#11 in 1977), Strange Way (#11 in 1978), Cinderella (#34 in 1977), Headed for a Fall (#35 in 1980) en Staying with It (#37 in 1981).

## Geschiedenis
In 1973 ontmoetten Rick Roberts en Jock Bartley elkaar toen Bartley op tournee was met Gram Parsons als lid van diens begeleidingsband The Fallen Angels. Zowel de Fallen Angels als Roberts traden op opeenvolgende avonden op in New York op dezelfde locatie. Nadat de twee herenigd waren in Boulder, raakte Roberts onder de indruk van Bartley's gitaarwerk en het duo begon al snel samen te oefenen. Aangemoedigd om een band te formeren, namen ze contact op met bassist Mark Andes (een voormalig lid van de Californische bands Spirit en Jo Jo Gunne) die zich tijdelijk had teruggetrokken in de bergen buiten Boulder, en gitarist Larry Burnett (die Roberts eerder dat jaar tijdens zijn reizen had ontmoet). Nadat Andes en Burnett in 1974 bij elkaar kwamen, werd de band Firefall geformeerd.
De band kreeg de naam van de Yosemite Firefall in Yosemite National Park in Californië. De eigenaren van een hotel gooiden brandende houtblokken van een berg in een waterval als een jaarlijks evenement om de gasten te vermaken.
Gitarist/toetsenist Mark Hallman was een andere muzikant die in aanmerking kwam voor Firefall, maar Hallman wees het aanbod af en bleef bij zijn band Navarro. De drummer was Michael Clarke, een voormalig lid van The Byrds en The Flying Burrito Brothers.

### Doorbraak en succes
In 1975 nam Firefall een demo-tape op, bestaande uit drie nummers en geproduceerd door Chris Hillman. Andes, Bartley en Roberts werden in de band van Hillman gebracht. Voorafgaand aan geplande optredens in The Other End in New York in juni 1975, werd Hillman ziek en kon hij niet alle shows spelen. Burnett en Clarke werden vervolgens ingevlogen om de verplichtingen als Firefall af te ronden. A&R-vertegenwoordigers van Atlantic Records, die de demoband van de band al hadden gehoord, zagen de Other End-shows en contracteerden Firefall voor een multi-albumcontract. Tijdens de zomer, toen het contract werd ondertekend, speelde Roberts als lid van de band van Stephen Stills, dus het werk aan het eerste album van de band werd uitgesteld tot eind 1975. Roberts' middelbare schoolvriend David Muse werd binnengehaald voordat hij ging opnemen in de Criteria Studios in Miami. De producent was Jim Mason, die met de band Poco had gewerkt.
Het album Firefall werd in één maand opgenomen en uitgebracht in april 1976. De eerste single Livin' Ain't Livin' eindigde net buiten de Top 40 in de Billboard Hot 100. In de daaropvolgende maanden toerde de band met Leon Russell, The Doobie Brothers, Tom Waits, Lynyrd Skynyrd, Roy Buchanan, Electric Light Orchestra en The Band en waren op een affiche met Willie Nelson, Jerry Jeff Walker en Asleep at the Wheel. De volgende single You Are the Woman bereikte de Top 10 en de band toerde met Fleetwood Mac, die aan het begin van hun commerciële hoogtepunt stonden. De single Cinderella werd veel gespeeld op FM-radio, maar deed het niet zo goed op AM en bereikte amper de Top 40.
Firefall keerde terug naar de Criteria Studios om hun tweede album op te nemen, dat Tropical Nights zou gaan heten. Ze werden vergezeld door The Memphis Horns en percussionist Joe Lala, een lid van Manassas die op hun debuutalbum had gespeeld. Maar na het horen van de uiteindelijke mix, besloot Atlantic Records dat het album moest worden herbewerkt. Met Jim Mason weer als producent werkte Firefall aan het album dat werd omgedoopt tot Luna Sea en werd uitgebracht in juli 1977. Het album piekte op nummer 27 in de albumlijst van Billboard Magazine en werd twee maanden na de publicatie gecertificeerd met goud. De single Just Remember I Love You, met achtergrondzang van Timothy B. Schmit, bereikte nummer 11 in de Billboard Hot 100.
In 1978 haalde de band Tom Dowd om hun derde album Elan te produceren bij Criteria en in de Record Plant in Los Angeles. De band en Dowd konden het goed met elkaar vinden, maar ze hadden tegenstrijdige muzikale visies. De verschillen waren blijkbaar zo opvallend dat het management van de band, met hulp van hun vriend Mick Fleetwood, het platenlabel onder druk zette om hen het album te laten herbewerken. Hierdoor kwam de band in de schulden bij het label en binnen het jaar namen ze afscheid van hun management. Het productieteam van Ron en Howard Albert werd ingeschakeld om de plaat af te werken. Elan, uitgebracht in oktober 1978, werd hun eerste album dat de platinastatus bereikte. De hitsingle Strange Way zette de commerciële 'hot streak' van de band voort.

### Achteruitgang
Na twee jaar non-stop opnemen en toeren was de band opgebrand en was hun financiële situatie onstabiel. Tijdens een tournee door Japan in augustus 1979 miste Michael Clarke, vanwege zijn overmatig drinken, optredens of kwam hij niet opdagen om te spelen. De band nam zijn toevlucht tot het inhuren van de Duitse drummer Dan Holsten, wiens speeltechniek vergelijkbaar was met die van Clarke. Holsten, die zelfs veel op Clarke leek, had in verschillende andere bands in de omgeving van Colorado gespeeld en trok de aandacht van Jock en Larry op een avond in een bar in Colorado Springs. Hij werd bekend als een betrouwbare vervangende drummer voor tournees en wat studiowerk.
Desondanks verwachtte Atlantic Records toch een nieuw album. De band nam het album meer dan een jaar sporadisch op. De gebroeders Alberts werden opnieuw ingeschakeld om het album te produceren. Maar de band had opnieuw een tweede poging nodig, die werd geproduceerd door Kyle Lehning. Het resultaat Undertow werd in maart 1980 uitgebracht. Dit zou het laatste album zijn met de oorspronkelijke bezetting. Na voltooiing van het album verlieten Clarke en Mark Andes beiden de band. Dertien jaar later in december 1993 overleed Clarke aan de gevolgen van alcoholmisbruik in zijn huis in Treasure Island.
Andes en Clarke werden vervangen door de voormalige ritmesectie van Kenny Loggins, bestaande uit bassist George Hawkins en drummer Tris Imboden. Met deze twee nieuwe spelers nam de band Clouds Across the Sun op, dat in december 1980 werd uitgebracht en bracht begin 1981 de hit Staying with It voort, die werd uitgevoerd als een duet met zangeres Lisa Nemzo. Bartley manifesteerde zich steeds meer als schrijver en zanger en liet de band op sommige nummers van Clouds ... een hardere new wave-richting inslaan.
Hawkins nam eind 1980 ontslag bij de band om zich aan te sluiten bij het zijproject The Visitor van Mick Fleetwood, dat de drummer aan het opnemen was in Afrika. Nadat Andes terugkeerde als gast voor het optreden van de band in februari 1981 bij American Bandstand, kwam Kim Stone om de basgitaar over te nemen. Alles leek op schema te liggen totdat Larry Burnett, na het spelen van een show in het Miami Baseball Stadium met Heart, Blue Oyster Cult, Motörhead en Freewheel op 19 april 1981, plotseling uit de band verdween om terug te keren naar zijn geboorteplaats Washington D.C. naar een afkickkliniek (Burnett kickte uiteindelijk af van een ernstige drugsverslaving en na eind jaren 1980/begin jaren 1990 voor de radio te hebben gewerkt, begon hij in 2004 aan een solocarrière). De band speelde hun volgende show in Las Vegas zonder hem. Maar na het spelen van een concert met de band in Lahaina met Pure Prairie League in augustus van datzelfde jaar, kondigde Rick Roberts aan dat hij ook zou vertrekken voor een solocarrière. Omdat de band geen personeel had en steeds meer financiële schulden kreeg, haalde Atlantic Firefall in 1981 uit hun selectie en bracht aan het einde van dat jaar Best of Firefall uit.
Sinds zijn vertrek uit Firefall is Roberts af en toe blijven toeren. In de herfst van 1981 speelde hij samen met Chris Hillman. In 1985 was hij in een Twentieth Anniversary Byrds Tribute band met de voormalige Byrds Gene Clark en Michael Clarke. In 1987-1989 werkte Roberts samen met ex-Eagle Randy Meisner in de kortstondige Roberts Meisner Band en na een terugkeer bij Firefall (1989-1992) werd hij een aantal jaren buitenspel gezet vanwege gezondheidsproblemen voordat hij terugkeerde als solo-act. In de zomer en herfst van 2019 toerde hij samen met collega Larry Burnett.

### Hervatting en later werk
Ontevreden met de gang van zaken, besloot Jock Bartley in het voorjaar van 1982 een nieuwe Firefall-bezetting samen te stellen. Op voorstel van Ron Albert kwam Bartley samen met de twee in Miami wonende muzikanten Johnne Sambataro en Chuck Kirkpatrick. Sambataro was een zanger/gitarist/toetsenist/bassist/songwriter die op plaat had gezongen met Stephen Stills, Eric Clapton, Dave Mason, McGuinn, Clark & Hillman, de leden van The Bee Gees en vele anderen. Johnne en Jock hadden elkaar al in 1978 ontmoet toen ze allebei meededen aan de Criteria-sessies voor het platina-album Shadow Dancing van Andy Gibb. Kirkpatrick was een zanger/gitarist/toetsenist die met Johnne had gezongen op een aantal van de bovengenoemde sessies en als technicus bij Criteria had gewerkt aan albums als Layla and Other Assorted Love Songs van Derek & The Dominos.
In de zomer van 1982 begonnen de Criteria-sessies voor de lp Break of Dawn met Ron en broer Howard die opnieuw produceerden. Naast Bartley, Sambataro en Kirkpatrick waren er een aantal sessiespelers uit Miami, met Stephen Stills en Rick Roberts die gastoptredens maakten. Het album verscheen in september 1982 en Bartley, Johnne en Chuck organiseerden audities voor extra spelers voor een vervolgtournee. Chucks broer Scott (een eersteklas sessiedrummer die, net als Johnne, ook op plaat had gespeeld en toerde met McGuinn, Clark & Hillman) en bassist Greg Overton werden gekozen en op het laatste moment besloot David Muse om zich weer bij de band aan te sluiten.
In de winter van 1983 trok Firefall door de Verenigde Staten om Break of Dawn te promoten. Maar de single Always van het album haalde de Top 40 niet en verdween al snel uit de hitlijsten.
Mirror of the World volgde in november 1983. Het album had een veel harder randje dan zijn voorgangers, met meer nadruk op een synth/drum-geprogrammeerde productie in de jaren 1980-stijl, waarvan veel fans van de band dachten dat het een te grote afwijking van het klassieke Firefall-geluid weerspiegelde. Hoewel de eerste single, het rockende Runaway Love, geschreven door Bartley, Sambataro en Paul Crosta, kort in een video op MTV verscheen en beperkte radio-airplay kreeg, slaagde ook dit album er niet in om de verkoop aan te trekken en verdween snel. De band werd wederom gedropt door Atlantic, maar bleef niettemin toeren, was headliner in kleinere clubs en opende in grotere zalen voor bands als The Beach Boys, Little River Band en Bob Seger & the Silver Bullet Band.
In 1983 stopte Overton (hij zou kort terugkeren om in juli 1986 als invaller een paar shows met de band in Medford te spelen) en Muse besloot om weer met toeren te stoppen. Steve Hadjoupolos (sax, fluit, keyboards en achtergrondzang) en Bob Gaffney (bas, zang) werden erbij gehaald en de band ging door. Sandy Ficca werd in oktober 1984 aangetrokken om de drums van Scott Kirkpatrick over te nemen (Scott keerde daarna terug om enkele laatste shows met de band te spelen in juni 1985 voordat hij definitief verder ging) en is tot op heden nog steeds bij hen.
Op de avond van 4 augustus 1986 vertrok Chuck Kirkpatrick van een lokaal cluboptreden in de omgeving van zijn woonplaats Florida. Na pech onderweg naar huis, werd hij neergeschoten en gewond in de arm tijdens een schietpartij vanuit een auto. De wond was ernstig genoeg om tot amputatie van de linkerarm van Kirkpatrick over te gaan, maar de artsen konden de arm redden en Chuck kon weer spelen na een moeilijke revalidatieperiode. Veel muzikanten uit Miami, waaronder Jon Secada en leden van de Miami Sound Machine, kwamen Chuck te hulp en speelden een reeks shows om de kosten van zijn medische zorg en revalidatie te dekken. Firefall haalde de muzikant Mark Oblinger binnen om Chuck te vervangen totdat deze in november 1986 weer bij de band kon terugkeren. Maar aan Kirkpatricks lidmaatschap in de band kwam een einde. Eind 1987 vertrok Gaffney en Eddie Gleason kwam tussentijds erbij. Daarna vertrok Chuck eind 1987 na meningsverschillen met Jock Bartley. Oblinger, die in 1986 voor zowel Chuck als Gaffney was ingehuurd, keerde in december 1987 terug als de permanente vervanger van Kirkpatrick en Bil Hopkins was de nieuwe bassist. Dan Clawson (ex-Pure Prairie League) kwam begin 1988 ook binnen om de plaats van Hadjoupolos in te nemen.
In 1989, na zeven jaar bij Firefall, besloot Sambataro dat het ook tijd was om afscheid te nemen. Hij ging verder met de band van Dion DiMucci. Dit maakte de weg vrij voor de terugkeer van Rick Roberts en in september 1992 reageerde Rhino Records op de vraag om Firefall-muziek op cd uit te brengen door Firefall: The Greatest Hits uit te brengen, met alle singles en AOR-favorieten en het nieuwe nummer Run Run Away over volwassen slachtoffers van eerdere kindermishandeling.
Begin/medio jaren 1990 gingen de personele wisselingen door. Roberts, die aan gezondheidsproblemen leed, vertrok in het voorjaar van 1992 opnieuw om te worden vervangen door Bruce Crichton, die het in juni 1993 aan Steve Manshel overdroeg. Mark Oblinger vertrok ook en Steven Weinmeister kwam in mei 1993 aan boord. En nadat Dan Clawson datzelfde jaar vertrok, waren er verschillende mensen om de stoel houtblazers-keyboards te bezetten, waaronder Bray Ghiglia (1993-1994), de terugkerende David Muse (1994-1995; 2000-2003; 2011-heden), Jim Waddell ( 1993; 1995-96; 1998-2000; 2003), Bob Fisher (1996-1998; 2007) en Chris Ball (2003-2011).
Tijdens het toeren in 1993 ondervond Firefall de gevolgen van de overstroming van 1993. Een van hun optredens werd geannuleerd en een paar moesten naar hoger gelegen gebieden worden verplaatst. Als reactie schreef Jock When The River Rises, een nummer met een vrolijke boodschap voor het vinden van kracht in tegenspoed. De band nam het nummer op in Colorado Springs in de Startsong Recording Studio, met technicus-programmeur Tom Gregor die samen met Bartley produceerde. When The River Rises werd vervolgens teruggebracht naar Saint Louis en voor het eerst op de radio gespeeld. Op dat moment was het vloedwater nog steeds niet gezakt. De band beloofde een groot deel van de publicatie te doneren aan hulpverlening bij overstromingen en het lied werd naar andere radiostations in de overstroomde gebieden gestuurd. Het kreeg veel regionale airplay en werd ook gebruikt door CNN en andere tv-stations achter de berichtgeving over de ramp.
Met het verheven profiel van de band begon de zoektocht naar een nieuw platencontract. Enkele kleinere bedrijven toonden interesse. Ze besloten in zee te gaan met het onafhankelijk label Redstone Records uit Colorado, dat enkele successen had geboekt in het smooth jazz-genre. Messenger werd opgenomen in Denver en Boulder en werd uitgebracht in september 1994. Bartley had tien jaar lang liedjes opgeslagen voor deze kans. Het lied Say It's Over van Bil Hopkins (geschreven met Mark Oblinger) en Innocent Victim van Steve Manshel verschenen ook op de cd. Mark Andes en Richie Furay hadden gastoptredens op het album en Jim Mason keerde terug naar de stoel van de producent. Messenger was veel anders dan alles wat de band tot nu toe had uitgebracht met de gebruikelijke liefdesliedjes en ballads, maar er waren ook liedjes over kindermishandeling, milieurampen en zelfs seksueel misbruik/verkrachting in het huiveringwekkende No Means No. De eerste single Love Find A Way kreeg wat airplay bij sommige stations, maar Redstone had niet de distributiekracht om de cd in alle winkels te krijgen, dus de algehele verkoop viel tegen.
Manshel, die een rustperiode invoegde om aan een soloalbum te werken, vertrok in september 1999 om zijn eigen carrière na te streven en de band ging terug naar een vijfkoppige band. Afgezien van korte termijn-toevoegingen (Steve Jenks verving Hopkins in de lente en zomer van 1998 en Gary Jones verving Weinmeister voor een Firefall-optreden op 12 november 1999, opening voor Journey in het Warfield Theatre in San Francisco en één voor Hopkins in juni 2002), gingen Bartley, Weinmeister, Hopkins en Sandy Ficca door als Firefall van eind 1999 tot het vertrek van Hopkins in 2014.
Vanaf 2005 speelde Firefall soms een handvol shows per jaar als Acoustic Firefall in verschillende combinaties, met als meest voorkomende het trio van Jock, Steve en Bil. Op 9 april 2008 was er in het Boulder Theatre in Boulder een Firefall-reünieconcert met de huidige bezetting, samen met Mark Andes, David Muse, Larry Burnett en de oorspronkelijke Firefall-studiopercussionist Joe Lala. Rick Roberts woonde de show ook bij, maar kon vanwege gezondheidsproblemen niet met de anderen optreden. Zoals eerder vermeld, was Michael Clarke in 1993 overleden. De reünie verscheen in februari 2009 als de cd Firefall Reunion Live. Sinds 2008 is Jocks zoon Jamey Crow Bartley soms te gast bij de band op drums en viel hij af en toe in voor Sandy Ficca. Tijdens de zomer van 2011 keerde David Muse, die net een gevecht met het non-hodgkinlymfoom had overleefd, terug om opnieuw shows te spelen met Firefall, afgewisseld met Chris Ball vooraf aan zijn definitieve terugkeer.
Afgezien van Firefall, werden in 2012 de oorspronkelijke en toen huidige Firefall-leden Jock Bartley en David Muse herenigd met Rick Roberts en studiopercussionist Joe Lala in de superband Boulder County Conspiracy. Andere leden van deze band waren Bobby Caldwell (Captain Beyond, Johnny Winter, Rick Derringer), Max Combs, Allen Carman en Billy Sandlin. Ze toerden in heel 2012 met nummers van Firefall, Captain Beyond, The Marshall Tucker Band en Spirit, evenals andere originelen en covers. Eind 2012 gingen ze uit elkaar.
In februari 2014 voegde oprichter en bassist Mark Andes zich weer bij de band. In juni 2014 voegde Jace Hill (gitaar en zang) zich bij de band voor een korte periode om Steven Weinmeister te vervangen, die begin juli weer terug was. In november 2014 kondigde de Colorado Music Hall of Fame aan dat Firefall een van de inductees van 2014 zou zijn tijdens een evenement in januari 2015 in het Paramount Theatre in Denver. Eind 2014 verliet Steven Weinmeister Firefall na bijna tweeëntwintig jaar, maar keerde in januari 2015 terug voor de introductie van de Colorado Music Hall of Fame en om later datzelfde jaar, in augustus, in te vallen voor een zieke Bartley. Hij werd opgevolgd door zanger/gitarist Gary Jones (die eerder voor Weinmeister was ingevallen voor het eerder genoemde optreden in november 1999 en voor een paar andere shows in september 2014).
Sinds eind 2014 toerde Firefall met een bezetting van Jock Bartley, David Muse, Sandy Ficca, Mark Andes en Gary Jones.
Op 9 januari 2015 werd Firefall opgenomen in de Colorado Music Hall of Fame met Poco, Nitty Gritty Dirt Band, Stephen Stills en Manassas in het Paramount Theatre in Denver.
In augustus 2019, nadat Mark Andes aan de kant stond na een heupoperatie, namen Lance Hoppen (uit Orleans), John Trujillo (een bassist die bevriend is met Sandy Ficca) en voormalig Firefall-lid Steven Weinmeister zijn plaats in.
De band bracht op 11 december 2020 hun eerste nieuwe album Comet uit na bijna 20 jaar bij Sunset Blvd Records. Het album bevat de bezetting Jock Bartley, Mark Andes, Dave Muse, Sandy Ficca en Gary Jones.

## Discografie

### Singles
| Jaar | Single                   | Klassering | Klassering | Klassering |
| Jaar | Single                   | VS         | VSAC       | AU         |
| ---- | ------------------------ | ---------- | ---------- | ---------- |
| 1976 | Livin' Ain't Livin'      | 42         | -          | -          |
| 1976 | You Are the Woman        | 9          | 6          | -          |
| 1977 | Cinderella               | 34         | 36         | -          |
| 1977 | Just Remember I Love You | 11         | 1          | -          |
| 1978 | So Long                  | 48         | -          | -          |
| 1978 | Strange Way              | 11         | 24         | 45         |
| 1979 | Goodbye, I Love You      | 43         | 10         | -          |
| 1980 | Headed for a Fall        | 35         | -          | -          |
| 1980 | Love That Got Away       | 50         | 9          | -          |
| 1980 | Only Time Will Tell      | -          | 46         | -          |
| 1981 | Staying with It          | 37         | 46         | -          |
| 1983 | Always                   | 59         | 24         | 74         |
| 1983 | Runaway Love             | 103        | -          | -          |
| 2020 | Way Back When            | -          | -          | -          |

### Albums
- 1976: Firefall (Atlantic)
- 1977: Luna Sea (Atlantic)
- 1978: Elan (Atlantic)
- 1980: Undertow (Atlantic)
- 1980: Clouds Across the Sun (Atlantic)
- 1982: Break of Dawn (Atlantic)
- 1983: Mirror of the World (Atlantic)
- 1994: Messenger (Redstone)
- 2007: Colorado to Liverpool: A Tribute to the Beatles (Winged Horse)
- 2020: Comet (Sunset Blvd Records)

### Livealbums
- 2009: Reunion Live (Winged Horse)

### NPO Radio 2 Top 2000
Van Firefall stond alleen Strange way in 1999 in de NPO Radio 2 Top 2000, op plek 1982.

## Bezetting

### Huidige leden
- Jock Bartley (gitaar, zang, 1974-heden)
- Mark Andes (bas, zang, 1974-1980, 2014-heden)
- David Muse  (keyboards, fluit, saxofoon, 1975-1981, 1982-1983, 1994-1995, 2000-2003, 2011-heden)
- Sandy Ficca (drums, 1984-heden)
- Gary Jones (gitaar, keyboards, zang, 2014-heden)

### Voormalige leden
- Rick Roberts (gitaar, zang, 1974-1981, 1989-1992)
- Larry Burnett (gitaar, zang, 1974-1981)
- Michael Clarke (drums, 1974-1980, overleden 1993)
- George Hawkins (bas, zang, 1980)
- Tris Imboden (drums, 1980-1981)
- Kim Stone (bas, zang, 1981)
- Johnne Sambataro (gitaar, keyboards, zang, 1982-1989)
- Chuck Kirkpatrick (gitaar, keyboards, zang, 1982-1987)
- Greg Overton (bas, zang, 1982-1983)
- Scott Kirkpatrick (drums, 1982-1984)
- Steve Hadjoupolos (keyboards, fluit, saxofoon, 1983-1988)
- Bob Gaffney (bas, zang, 1983-1987)
- Mark Oblinger (gitaar, keyboards, zang, 1987-1993)
- Bill Hopkins (bas, zang, 1987-2014)
- Dan Clawson (keyboards, fluit, saxofoon, 1988-1993)
- Bruce Crichton (zang, gitaar, 1992-1993)
- Steve Manshel (zang, gitaar, 1993-1999)
- Steven Weinmeister (gitaar, bas, mandoline, keyboards, zang, 1993-2014)
- Bray Ghiglia (keyboards, fluit, saxofoon, 1993-1994)
- Jim Waddell (keyboards, fluit, saxofoon, 1993, 1995-1996, 1998-2000, 2003)
- Bob Fisher (keyboards, fluit, saxofoon, 1996-1998, 2007)
- Chris Ball (keyboards, fluit, saxofoon, 2003-2011)

### Live vervangers
- Dan Holsten (drums, 1979)
- Eddie Gleason (bas, zang, december 1987)
- Steve Jenks (bas, zang, zomer 1998)
- Jamey Crow Bartley (drums, 2008-heden, af en toe)
- Jace Hill (gitaar, zang, juni 2014)

### Studiomuzikant
- Joe Lala (percussie)